# 藤原嘉藤治
藤原 嘉藤治（ふじわら かとうじ、1896年（明治29年）2月10日 - 1977年（昭和52年）3月23日）は、日本の音楽教員。岩手県出身。筆名として、藤原草郎、藤原嘉菟治がある。
岩手県立花巻高等女学校（現・岩手県立花巻南高等学校）の教員時代に宮沢賢治と知り合い、賢治が没するまで親交を持った。賢治の没後は宮沢賢治全集の編纂に携わった。太平洋戦争後は故郷である紫波町東根山の麓に開拓農民として入植し、開拓団のリーダーとして活動した。

## 人物・来歴
1896年、岩手県紫波郡水分村（現・紫波町）に生まれる。生年は賢治と同じである（ただし、早生まれ）。
岩手師範学校を卒業後は盛岡市立城南尋常小学校に音楽教諭として勤務する。花巻高等女学校の校長から勧誘される形で、1921年9月より同校に転任した。藤原は「藤原草郎」の筆名で、牛山充や三木露風の主宰する雑誌や地元新聞に詩を発表していた。当時、東京への「家出」から帰宅して間もなかった賢治は、着任の翌月には女学校に藤原を訪ねている。賢治は同年12月に、高等女学校に隣接していた稗貫郡立稗貫農学校の教員に採用され、お互いに交換教授をするなど、親交を深めた。
交換教授では藤原が音楽を教え、賢治はドイツ語を藤原に教えた。加えてお互いに持ち寄ったクラシックレコードの鑑賞会を開いた（藤原は学校に買わせていた）。賢治に詩集『春と修羅 第二集 』の刊行（生前に実現せず）を勧め、賢治が書いた序文には「まづは友人藤原嘉藤治 菊池武雄などの勧めるまゝに」と記されている。
1927年、賢治の仲人で青森県出身の女性と結婚。相手は花巻の料理店でウェイトレスを務めていた女性で、賢治とともに入店した際に、好きなタイプだと述べたところ賢治が求婚を促して結ばれた。賢治は相手の実家にも赴いて話をとりまとめた。長女と長男は賢治が名付け親である。
藤原はチェロを所有してグループで弦楽四重奏をしていたが、盛岡公会堂で演奏の機会に、穴の開いた自分のチェロを、より高級な賢治のチェロと交換して持参した。賢治のチェロはそのまま戦争中も藤原の手元で保管され、賢治の実家の空襲被害から免れることができた。1932年9月23日、藤原が伴奏する教え子二人の合唱が仙台放送局からラジオ番組で放送され、賢治はその感想を手紙で書き送っている。
1934年秋、賢治が亡くなった1年後に花巻高等女学校を退職、賢治全集編纂のため家族を連れて上京した。のちの10年間、文圃堂版（1934年 - 1935年）および十字屋版（1939年 - 1944年）の賢治全集出版に実務担当として関わった。1944年12月、十字屋版6巻・別巻の全集は完成。1945年8月、49歳のとき終戦間近の東京を引き払い、岩手県紫波町へ帰郷した。
郷里に戻った藤原は、今後は賢治の精神を実践しようと水分村東根山麓に入植。過酷な労働環境、厳しい生活状況など、開拓農民の暮らしはひどく大変なものであった。この状況を打開するため、リュックにゲートル姿で農林省へ出かけていき、「宮澤賢治全集編集委員」の肩書きの名刺を持って交渉、生活資金の助成を獲得するなどさまざまな開拓行政へはたらきかけもおこなった。県の開拓者連盟委員長などを長年務め、1971年、岩手県の県政功労賞を受賞した。
1972年、勲5等瑞宝章を受章。
1977年、81歳で死去。

## 藤原嘉藤治を演じた人物
- 尾美としのり - 映画『宮澤賢治 その愛』（1996年）
- 袴田吉彦 - 映画『わが心の銀河鉄道 宮沢賢治物語』（1996年）
- 山崎育三郎 - テレビドラマ『宮沢賢治の食卓』（2017年）

## 関連文献
- 佐藤泰平『セロを弾く賢治と嘉藤治』洋々社、1985年
- 佐藤泰平『宮沢賢治の音楽』筑摩書房、1995年
- 横田庄一郎『チェロと宮沢賢治 ゴーシュ余聞』音楽之友社、1998年（下記は本書の文庫化版）
  - 横田庄一郎『チェロと宮沢賢治』 276巻、岩波書店〈岩波現代文庫〉、2016年3月16日。ISBN 978-4-00-602276-1。 NCID BB20909032。